# Berkan Kutlu
Berkan İsmail Kutlu (Monthey, 25 gennaio 1998) è un calciatore svizzero naturalizzato turco, centrocampista del Galatasaray.

## Caratteristiche tecniche
È un centrocampista difensivo.

## Carriera

### Club
Cresciuto nel settore giovanile del Monthey, nel 2018 passa al Sion con cui debutta fra i professionisti giocando il match di Super League pareggiato 1-1 contro il Servette.
Il 16 luglio 2020 viene ceduto a titolo definitivo all'Alanyaspor.
Il 29 luglio 2021 viene acquistato dal Galatasaray.
Il 31 agosto 2023 viene ceduto in prestito al Genoa. Il 3 settembre esordisce con i rossoblu nella partita di campionato in casa del Torino, rilevando nella ripresa Ruslan Malinovs'kyj. Nel mercato di gennaio, non avendo convinto in maglia rossoblu, fa ritorno in Turchia.

### Nazionale
Ha giocato nella nazionale turca Under-21.
Nel 2021 ha esordito in nazionale maggiore.

## Statistiche
Statistiche aggiornate al 5 dicembre 2023.

### Presenze e reti nei club
| Stagione           | Squadra            | Campionato         | Campionato | Campionato | Coppe nazionali | Coppe nazionali | Coppe nazionali | Coppe continentali | Coppe continentali | Coppe continentali | Altre coppe | Altre coppe | Altre coppe | Totale | Totale | Totale |
| Stagione           | Squadra            | Comp               | Pres       | Reti       | Comp            | Pres            | Reti            | Comp               | Pres               | Reti               | Comp        | Pres        | Reti        | Pres   | Reti   |        |
| ------------------ | ------------------ | ------------------ | ---------- | ---------- | --------------- | --------------- | --------------- | ------------------ | ------------------ | ------------------ | ----------- | ----------- | ----------- | ------ | ------ | ------ |
| 2019-2020          | Sion               | ASL                | 2          | 0          | CS              | 0               | 0               |                    | -                  | -                  |             | -           | -           | 2      | 0      |        |
| 2020-2021          | Alanyaspor         | SL                 | 38         | 3          | TK              | 4               | 0               | UEL                | 0                  | 0                  |             | -           | -           | 42     | 3      |        |
| 2021-2022          | Galatasaray        | SL                 | 35         | 0          | TK              | 1               | 0               | UEL                | 12                 | 0                  |             | -           | -           | 48     | 0      |        |
| 2022-2023          | Galatasaray        | SL                 | 24         | 0          | TK              | 4               | 1               |                    | -                  | -                  |             | -           | -           | 28     | 1      |        |
| ago.2023           | Galatasaray        | SL                 | 2          | 0          | TK              | 0               | 0               | UCL                | 4                  | 0                  |             | -           | -           | 6      | 0      |        |
| 2023-gen. 2024     | Genoa              | A                  | 6          | 0          | CI              | 2               | 0               | -                  | -                  | -                  | -           | -           | -           | 8      | 0      |        |
| gen.-giu. 2024     | Galatasaray        | SL                 | 0          | 0          | TK              | 0               | 0               | UCL                | 0                  | 0                  |             | -           | -           | 0      | 0      |        |
| Totale Galatasaray | Totale Galatasaray | Totale Galatasaray | 61         | 0          |                 | 5               | 1               |                    | 16                 | 0                  |             | -           | -           | 82     | 1      |        |
| Totale carriera    | Totale carriera    | Totale carriera    | 107        | 3          |                 | 11              | 1               |                    | 16                 | 0                  |             | -           | -           | 134    | 4      |        |

### Cronologia presenze e reti in nazionale
| Cronologia completa delle presenze e delle reti in nazionale ― Turchia | Cronologia completa delle presenze e delle reti in nazionale ― Turchia | Cronologia completa delle presenze e delle reti in nazionale ― Turchia | Cronologia completa delle presenze e delle reti in nazionale ― Turchia | Cronologia completa delle presenze e delle reti in nazionale ― Turchia | Cronologia completa delle presenze e delle reti in nazionale ― Turchia | Cronologia completa delle presenze e delle reti in nazionale ― Turchia | Cronologia completa delle presenze e delle reti in nazionale ― Turchia |
| Data                                                                   | Città                                                                  | In casa                                                                | Risultato                                                              | Ospiti                                                                 | Competizione                                                           | Reti                                                                   | Note                                                                   |
| ---------------------------------------------------------------------- | ---------------------------------------------------------------------- | ---------------------------------------------------------------------- | ---------------------------------------------------------------------- | ---------------------------------------------------------------------- | ---------------------------------------------------------------------- | ---------------------------------------------------------------------- | ---------------------------------------------------------------------- |
| 8-10-2021                                                              | Istanbul                                                               | Turchia                                                                | 1 – 1                                                                  | Norvegia                                                               | Qual. Mondiali 2022                                                    | -                                                                      | 58’                                                                    |
| 13-11-2021                                                             | Istanbul                                                               | Turchia                                                                | 6 – 0                                                                  | Gibilterra                                                             | Qual. Mondiali 2022                                                    | -                                                                      | 82’                                                                    |
| 16-11-2021                                                             | Podgorica                                                              | Montenegro                                                             | 1 – 2                                                                  | Turchia                                                                | Qual. Mondiali 2022                                                    | -                                                                      | 79’                                                                    |
| 24-3-2022                                                              | Porto                                                                  | Portogallo                                                             | 3 – 1                                                                  | Turchia                                                                | Qual. Mondiali 2022                                                    | -                                                                      | 63’                                                                    |
| 29-3-2022                                                              | Konya                                                                  | Turchia                                                                | 2 – 3                                                                  | Italia                                                                 | Amichevole                                                             | -                                                                      | 63’                                                                    |
| 11-6-2022                                                              | Lussemburgo                                                            | Lussemburgo                                                            | 0 – 2                                                                  | Turchia                                                                | UEFA Nations League 2022-2023 - 1º turno                               | -                                                                      | 81’                                                                    |
| 25-9-2022                                                              | Tórshavn                                                               | Fær Øer                                                                | 2 – 1                                                                  | Turchia                                                                | UEFA Nations League 2022-2023 - 1º turno                               | -                                                                      | 50’ 59’                                                                |
| 15-10-2023                                                             | Konya                                                                  | Turchia                                                                | 4 – 0                                                                  | Lettonia                                                               | Qual. Euro 2024                                                        | -                                                                      | 68’                                                                    |
| Totale                                                                 |                                                                        | Presenze                                                               | 8                                                                      |                                                                        | Reti                                                                   | 0                                                                      |                                                                        |

## Palmarès
- Campionato turco: 3

Galatasaray: 2022-2023, 2023-2024, 2024-2025
- Supercoppa di Turchia: 1

Galatasaray: 2023
- Coppa di Turchia: 1

Galatasaray: 2024-2025